# Alexandru Claudian
Alexandru Claudian (uneori și Al. Claudian; n. 8 aprilie 1898, Cernavodă, Constanța, România – d. 16 octombrie 1962, Aiud, regiunea Cluj, România) a fost un sociolog român cu o activitate prodigioasă în domeniul sociologiei, în special în domeniul sociologiei cunoașterii și în domeniul sociologiei culturii.

## Biografie

### Viața timpurie
Născut în Cernavodă, Alexandru i-a avut ca părinți pe Floru Claudian, un general din Armata Română care provenea dintr-o familie muncitoare și soția sa Eufimia (născută Cernătescu), ai cărei strămoși erau un boier și participanți la Revoluția Valahă din 1848.  Unchiul lui Eufimia, Petru Cernătescu, a fost un proprietar de terenuri academic și bine făcut.  Fratele lui Alexandru Ion s-a antrenat ca medic, iar ulterior și-a câștigat reputația de nutriționist și istoric alimentar. "Alimentația română de altădată: Mihai Viteazul, poreclit 'Mălai-Vodă'", în  Historia .
Familia s-a mutat în toată țara, în timp ce generalul Claudian a fost repartizat la diverse posturi. Alexandru a fost înscris la licee din Caracal, Buzău, iar, în sfârșit, în capitala București, inițial înmatriculat la Mihai Viteazul.

### Activitate didactică
Alexandru Claudian a fost profesor la Catedra de Sociologie a Facultății de Litere și Filosofie la Universitatea Iași. Un antifascist, Claudian s-a înscris în Partidul Social Democrat Român (1927–48) | Partidul Social Democrat Român] în timpul interbelicului, apropiindu-se de centrul [anti-comunist]] până la sfârșitul anului 1940 și a devenit principalul teoretician al acestei facțiuni. Alexandru Claudian a condamnat marxismul și totalitarismul iar astfel a devenit un dușman al  regimul comunist, care l-a întemnițat câțiva ani și l-a ținut sub supraveghere până la moartea sa.
Opera lui Claudian în [[sociologia culturii] și în istoria ideilor a lucrat la asumarea determinismului social, discutând declanșatorii sociali din spatele platonismului sau pozitivismului. Contribuția sa a fost bine primită de comunitatea științifică, dar forma sa de izolare a altor școli sociologice și discreția generală a condus la trecerea sa în uitare relativă. Deconectată de urmărirea savantă, poezia lui Claudian este în general de un fel de introspectivă, liricând nostalgia scriitorului.

## Lucrări relevante
- 1935 — Alexandru Claudian, Cercetări filosofice și sociologice, Iași
- 1936 — Alexandru Claudian, Colectivismul în filosofia lui Platon, Iași
- 1936 — Alexandru Claudian, Originea socială a filosofiei lui Auguste Comte, București
- 1940 — Alexandru Claudian, Cunoaștere și suflet, Iași, 1940.